# Eumenophorus clementsi
Eumenophorus clementsi là một loài nhện trong họ Theraphosidae.
Loài này thuộc chi Eumenophorus. Eumenophorus clementsi được Mary Agard Pocock miêu tả năm 1897.